# Constant Jacob Willem Loten van Doelen Grothe
Mr. Constant Jacob Willem Loten van Doelen Grothe (Utrecht, 9 juli 1851 - Soest, 11 september 1925) was een Nederlands burgemeester en politicus.

## Biografie
Grothe was lid van de familie Grothe en een zoon van mr. Jacob Anne Grothe (1815-1899) en Arnoudina Johanna Carolina Loten van Doelen (1817-1875). Hij trouwde in 1887 met jkvr. Renée Henriette van Weede (1864-1934), lid van de familie Van Weede; uit dit huwelijk werd een zoon geboren: de sportman Arnoud Johan Garel Loten van Doelen Grothe (1889-1932) die tijdens een zogenaamde sterrit naar Monte-Carlo om het leven kwam. Bij Koninklijk Besluit van 1 maart 1877 verkreeg Grothe naamswijziging van Grothe tot Loten van Doelen Grothe.
Grothe was van 1881 tot 1914 burgemeester van Soest en van 1914 tot 1923 ook lid van provinciale staten van Utrecht en van gedeputeerde staten. Vanaf 1878 was hij heemraad.
Grothe was officier in de Orde van Oranje-Nassau.